# 擇日占星術
擇日占星術（Electional Astrology）是卜卦占星術的一部分，它試圖找出開始進行某事的最好的時間點，例如買房子、開公司、結婚、買車子、旅行，或其他任何人生中的重大時刻。利用一張和問卜事件相關的特定星圖，占星術家就可以判斷這個日期、時間或地點是否合適從事此事，也可以從占星術的角度給你一些有幫助的建議。
視事件種類的不同，行星在星圖上的地位也會不同，某些行星會被認為較強或較尊貴，而其他的行星就是較弱的。例如，一個較強或是有好相位的金星，被認為對愛情或是婚姻有正面的影響，但絕不會對軍事行動像是侵略，有正面的影響；軍事通常和火星有關。
擇日占星術所面對的一個問題是：如何判斷事件發生的精確時間。舉例來說，一件生意該怎麼判斷它何時開始呢？是看它文件簽署的時間？還是看它開始交易的時間？這或許是看事件星圖時也必須考慮進去的。